# 오스트리아 공국
오스트리아 공국(독일어: Herzogtum Österreich)은 1156년부터 1453년까지 바벤베르크가와 합스부르크가 등이 지배했던 국가이다.

## 역사
1192년에는 슈타이어마르크 공국을 합병한다. 그러나, 1246년 바벤베르크 가문의 마지막 공작이었던 프리드리히 2세가 헝가리 왕국과의 전쟁에서 전사하면서, 오스트리아는 대공위시대를 맞이한다. 이 기간 동안에 오스트리아는 바덴(1248~1251)과 보헤미아(1251~1278)의 통치를 받았다. 1278년, 루돌프 1세가 영토 반환을 거부한 보헤미아 왕 오타카르 2세를 죽이면서, 합스부르크 왕가가 오스트리아의 공작이 된다. 1379년에는 니더외스터라이히와 오버외스터라이히를 지배하는 알브레히트 계열과 케른텐, 티롤과 슈타이어마르크를 지배하는 레오폴트 계열로 나누어지기도 하였으나, 막시밀리안 1세에 의해서 하나로 합쳐지게 된다. 1453년, 오스트리아 대공국으로 승격된다.

## 같이 보기
- 오스트리아의 역사
- 오스트리아의 군주